# Giovanni Battista Casali del Drago
Giovanni Battista Casali del Drago (Roma, 30 gennaio 1838 – Roma, 17 marzo 1908) è stato un cardinale e patriarca cattolico italiano.

## Biografia
Nacque da una nobile famiglia romana ed ebbe il titolo di marchese di Riofreddo. Studiò al Seminario romano e conseguì la laurea in utroque iure. Fu ordinato sacerdote il 22 dicembre 1860. Dal 1878 ebbe incarichi nella Curia romana, iniziando la carriera come abbreviatore del parco maggiore.
Il 29 novembre 1895 fu eletto patriarca titolare di Costantinopoli e l'8 dicembre dello stesso fu consacrato vescovo dal cardinale Mariano Rampolla del Tindaro.
Papa Leone XIII lo elevò al rango di cardinale nel concistoro del 19 giugno 1899 e il 22 giugno dello stesso anno ricevette il titolo di Santa Maria della Vittoria.
Partecipò al conclave del 1903, che elesse papa Pio X.
Morì a Roma e fu sepolto al cimitero del Verano nel sacello Casali del Drago.

## Genealogia episcopale e successione apostolica
La genealogia episcopale è:
- Cardinale Scipione Rebiba
- Cardinale Giulio Antonio Santori
- Cardinale Girolamo Bernerio, O.P.
- Arcivescovo Galeazzo Sanvitale
- Cardinale Ludovico Ludovisi
- Cardinale Luigi Caetani
- Cardinale Ulderico Carpegna
- Cardinale Paluzzo Paluzzi Altieri degli Albertoni
- Papa Benedetto XIII
- Papa Benedetto XIV
- Papa Clemente XIII
- Cardinale Bernardino Giraud
- Cardinale Alessandro Mattei
- Cardinale Pietro Francesco Galleffi
- Cardinale Giacomo Filippo Fransoni
- Cardinale Carlo Sacconi
- Cardinale Edward Henry Howard
- Cardinale Mariano Rampolla del Tindaro
- Cardinale Giovanni Battista Casali del Drago

La successione apostolica è:
- Vescovo Luigi Finoja (1899)

## Ascendenza
|                                                              |                                                   |                                                            | Genitori                                           |  |  | Nonni |  |  | Bisnonni                                           |  |  | Trisnonni                                      |  |
|                                                              |                                                   |                                                            |                                                    |  |  |       |  |  | Giovanni Battista del Drago, marchese di Riofreddo |  |  | Paolo Antonio del Drago, marchese di Riofreddo |  |
|                                                              |                                                   |                                                            |                                                    |  |  |       |  |  | Giovanni Battista del Drago, marchese di Riofreddo |  |  | Paolo Antonio del Drago, marchese di Riofreddo |  |
|                                                              |                                                   | Caterina Spada                                             |                                                    |  |  |       |  |  | Giovanni Battista del Drago, marchese di Riofreddo |  |  |                                                |  |
| Stanislao del Drago                                          |                                                   |                                                            |                                                    |  |  |       |  |  | Giovanni Battista del Drago, marchese di Riofreddo |  |  |                                                |  |
|                                                              |                                                   | Cecilia Negrone                                            | Stanislao Negroni                                  |  |  |       |  |  |                                                    |  |  |                                                |  |
|                                                              |                                                   | Cecilia Negrone                                            | Stanislao Negroni                                  |  |  |       |  |  |                                                    |  |  |                                                |  |
|                                                              |                                                   | Cecilia Negrone                                            | Agnese Capocaccia                                  |  |  |       |  |  |                                                    |  |  |                                                |  |
| Raffele Casali del Drago                                     |                                                   | Cecilia Negrone                                            |                                                    |  |  |       |  |  |                                                    |  |  |                                                |  |
|                                                              |                                                   | Giovanni Battista Casali                                   | Alessandro Casali                                  |  |  |       |  |  |                                                    |  |  |                                                |  |
|                                                              |                                                   | Giovanni Battista Casali                                   | Alessandro Casali                                  |  |  |       |  |  |                                                    |  |  |                                                |  |
|                                                              |                                                   | Giovanni Battista Casali                                   | Vittoria del Cinque                                |  |  |       |  |  |                                                    |  |  |                                                |  |
| Carlotta Faustina Casali                                     |                                                   | Giovanni Battista Casali                                   |                                                    |  |  |       |  |  |                                                    |  |  |                                                |  |
|                                                              |                                                   | Marianna de Ovis                                           | …                                                  |  |  |       |  |  |                                                    |  |  |                                                |  |
|                                                              |                                                   | Marianna de Ovis                                           | …                                                  |  |  |       |  |  |                                                    |  |  |                                                |  |
|                                                              |                                                   | Marianna de Ovis                                           | …                                                  |  |  |       |  |  |                                                    |  |  |                                                |  |
| Giovanni Battista Casali del Drago                           |                                                   | Marianna de Ovis                                           |                                                    |  |  |       |  |  |                                                    |  |  |                                                |  |
|                                                              | Carlo Colonna-Barberini, V principe di Palestrina | Giulio Cesare Colonna di Sciarra, V principe di Carbognano |                                                    |  |  |       |  |  |                                                    |  |  |                                                |  |
|                                                              | Carlo Colonna-Barberini, V principe di Palestrina | Giulio Cesare Colonna di Sciarra, V principe di Carbognano |                                                    |  |  |       |  |  |                                                    |  |  |                                                |  |
|                                                              | Carlo Colonna-Barberini, V principe di Palestrina | Cornelia Costanza Barberini, IV principessa di Palestrina  |                                                    |  |  |       |  |  |                                                    |  |  |                                                |  |
| Francesco Maria Colonna-Barberini, VI principe di Palestrina | Carlo Colonna-Barberini, V principe di Palestrina |                                                            |                                                    |  |  |       |  |  |                                                    |  |  |                                                |  |
|                                                              |                                                   | Giustina Borromeo Arese                                    | Renato III Borromeo Arese, VIII marchese di Angera |  |  |       |  |  |                                                    |  |  |                                                |  |
|                                                              |                                                   | Giustina Borromeo Arese                                    | Renato III Borromeo Arese, VIII marchese di Angera |  |  |       |  |  |                                                    |  |  |                                                |  |
|                                                              |                                                   | Giustina Borromeo Arese                                    | Marianna Erba Odescalchi                           |  |  |       |  |  |                                                    |  |  |                                                |  |
| Carlotta Luisa Colonna-Barberini                             |                                                   | Giustina Borromeo Arese                                    |                                                    |  |  |       |  |  |                                                    |  |  |                                                |  |
|                                                              |                                                   | Filippo III Colonna, XI principe di Paliano                | Lorenzo Onofrio II Colonna, XI principe di Paliano |  |  |       |  |  |                                                    |  |  |                                                |  |
|                                                              |                                                   | Filippo III Colonna, XI principe di Paliano                | Lorenzo Onofrio II Colonna, XI principe di Paliano |  |  |       |  |  |                                                    |  |  |                                                |  |
|                                                              |                                                   | Filippo III Colonna, XI principe di Paliano                | Marianna d'Este di San Martino in Rio              |  |  |       |  |  |                                                    |  |  |                                                |  |
| Vittoria Colonna di Paliano                                  |                                                   | Filippo III Colonna, XI principe di Paliano                |                                                    |  |  |       |  |  |                                                    |  |  |                                                |  |
|                                                              |                                                   | Caterina di Savoia-Carignano                               | Luigi Vittorio, IV principe di Savoia-Carignano    |  |  |       |  |  |                                                    |  |  |                                                |  |
|                                                              |                                                   | Caterina di Savoia-Carignano                               | Luigi Vittorio, IV principe di Savoia-Carignano    |  |  |       |  |  |                                                    |  |  |                                                |  |
|                                                              |                                                   | Caterina di Savoia-Carignano                               | Christine von Hessen-Rheinfels-Rotenburg           |  |  |       |  |  |                                                    |  |  |                                                |  |
|                                                              |                                                   | Caterina di Savoia-Carignano                               |                                                    |  |  |       |  |  |                                                    |  |  |                                                |  |